# Reprezentacja Czechosłowacji w futsalu mężczyzn
Reprezentacja Czechosłowacji w futsalu – nieistniejący obecnie zespół futsalowy, biorący w latach 1983-1992 udział w imieniu Czechosłowacji w meczach i sportowych imprezach międzynarodowych, powoływany przez selekcjonera, w którym mogli występować wyłącznie zawodnicy posiadający obywatelstwo czechosłowackie.

## Udział w mistrzostwach świata
- 1992 – Nie zakwalifikowała się